# Мраморная форель
Мра́морная форе́ль (лат. Salmo marmoratus) — вид лучепёрых рыб рыб из семейства лососёвых (Salmonidae). Пресноводная рыба, эндемик бассейна Адриатического моря. Популярный объект спортивной рыбалки.

## Описание

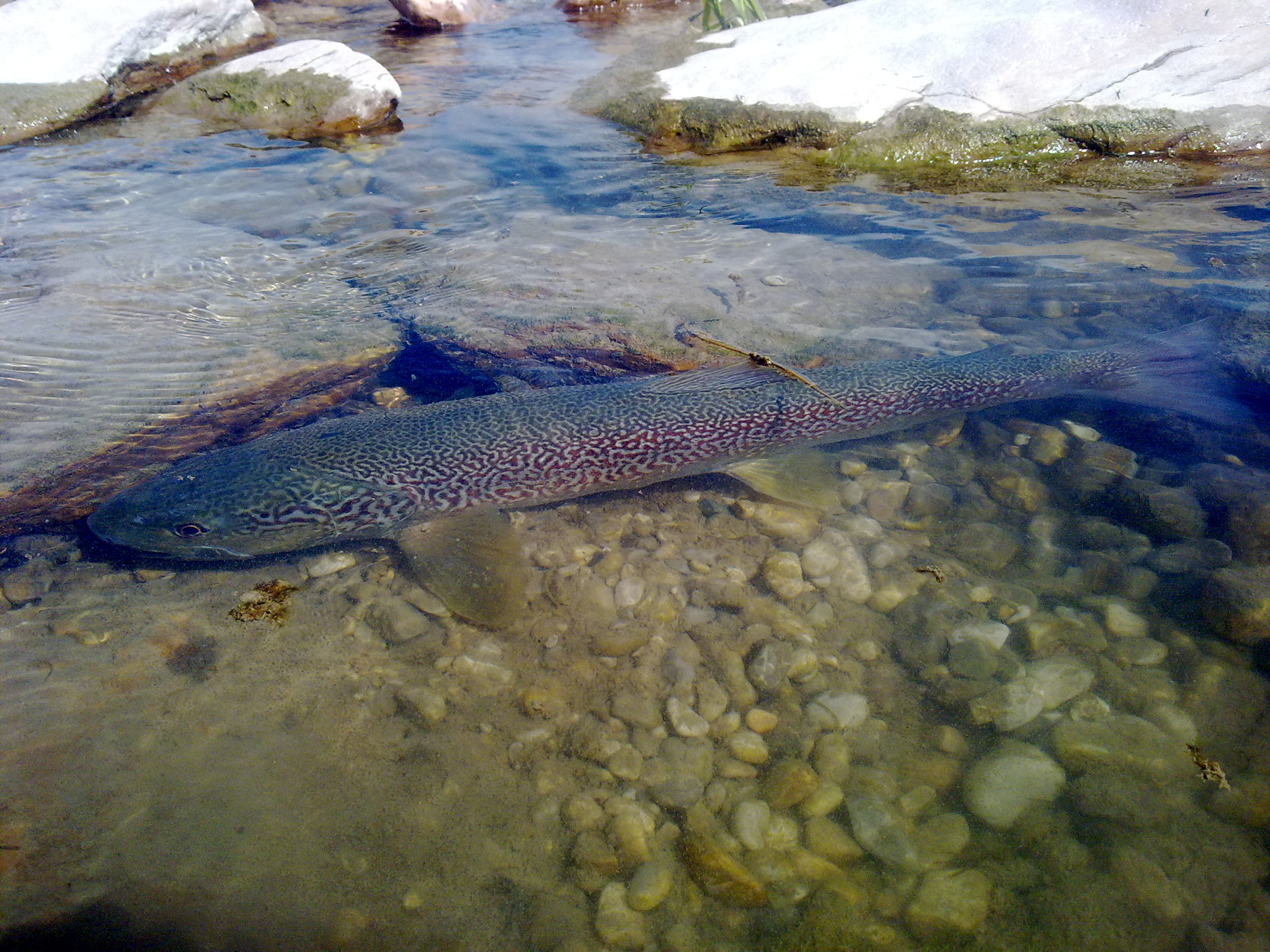
Мраморная форель на мелководье.

В естественных условиях длина рыбы варьируется от 30 до 70 см, но бывали и исключения. Так в Словении была найдена мёртвая особь, длина которой составляла 117 см при массе 24 кг, а самая большая живая пойманная форель достигала 120 см при массе в 22,5 кг. Максимальная масса тела 50 кг. 
Данный вид форели выделяется большим размером головы, длина которой составляет 22—25 % общей длины тела, из-за чего в Боснии и Герцеговине она получила название — «Glavatica» («Glava» — голова).
Тело серебристого или оливково-зелёного цвета с разбросанными по всему телу коричневыми линиями, образующими характерный мраморный рисунок. У молоди длиной более 6 см уже отсутствуют пестряточные пятна. Вдоль боковой линии проходят красные пятна, отсутствующие у некоторых особей, на жаберной крышке коричневатые пятна или линии .

## Распространение
Распространена на севере бассейна Адриатического моря, встречается только на севере Италии в северных притоках реки По, в реках Адидже, Брента, Пьяве, Тальяменто; в Словении (река Соча),  в Хорватии и Боснии и Герцоговине (река Неретва) и в реке Морача (Черногория)  и на юге Швейцарии. Пресноводная рыба. Населяет холодные реки и озера в горных и предгорных районах, в которых температура воды в летние месяцы не превышает 15°С.

## Биология
Самцы достигают половозрелости на четвёртом году жизни (3+), у самки на год позже (4+). Нерестятся в течение ноября и декабре. Не совершает нерестовых миграций и перемещается лишь на короткие расстояния. Особи, нагуливающиеся в озёрах, на нерест идут в притоки озёр. Личинки вылупляются через 45 дней, а молодь переходит на активное питание через 59—63 дня после оплодотворения икры при температуре 10°C .
Молодь питается различными беспозвоночными и  насекомыми, а взрослые особи — хищники и основу их рациона составляют рыбы.

## Взаимодействие с человеком
Численность данного вида форели невелика, уже с начала XX века количество особей неуклонно уменьшается. Сегодня мраморную форель разводят как для пищи, так и для спортивного рыболовства.